# Cận Tinh b
Proxima Centauri b, còn gọi là Proxima b, Cận Tinh b (theo Tiếng Việt), là một hành tinh ngoài Hệ Mặt Trời, quay quanh sao lùn đỏ Cận Tinh, ngôi sao gần nhất với Mặt Trời, nằm cách Trái Đất khoảng 4,2 năm ánh sáng (1,3 parsec, 40 nghìn tỉ km hay 25 nghìn tỉ dặm) trong chòm sao Bán Nhân Mã. Tháng 8 năm 2016, Tổ chức Nghiên cứu vũ trụ châu Âu tại bán cầu Nam đã công bố phát hiện Cận Tinh b, một hành tinh có thể sống được gần giống Trái Đất.
Cận Tinh b, một hành tinh kích thước cỡ Trái Đất quay quanh ngôi sao ở khoảng cách 0,05 AU (7.500.000 km) và có chu kỳ quỹ đạo xấp xỉ bằng 11,2 ngày Trái Đất. Khối lượng ước tính của hành tinh này bằng 1,3 lần khối lượng Trái Đất. Hơn nữa, nhiệt độ cân bằng của Cận Tinh b xấp xỉ nằm trong phạm vi mà nước có thể tồn tại ở trạng thái lỏng trên bề mặt hành tinh, hay có thể hành tinh này nằm trong vùng ở được của Cận Tinh. Mặc dù với nhiệt độ phù hợp như thế của Cận Tinh b, các điều kiện trên bề mặt có thể bị ảnh hưởng mạnh bởi tia cực tím và bức xạ tia X từ ngôi sao do quỹ đạo gần của nó — vượt xa cường độ mà Trái Đất hứng chịu từ Mặt Trời. Các tìm kiếm lần trước về vật thể đồng hành đã loại bỏ sự có mặt của sao lùn nâu và hành tinh khối lượng lớn.